# Rio Cravo Norte
O rio Cravo Norte é um curso de água sul-americano que banha a Colômbia.